# Tetrazygia acunae
Tetrazygia acunae är en tvåhjärtbladig växtart som beskrevs av Attila L. Borhidi. Tetrazygia acunae ingår i släktet Tetrazygia och familjen Melastomataceae. Inga underarter finns listade i Catalogue of Life.